# L'inspector Clouseau
 L'inspector Clouseau  (títol original en anglès: Inspector Clouseau) és una pel·lícula britànica dirigida per Bud Yorkin, estrenada el 1968. Ha estat doblada al català.

## Argument[2]
La història de "L'Inspector Clouseau" 
El nostre ingenu inspector Clouseau s'embarca en una nova aventura: aquesta vegada, a petició de Scotland Yard, ha de desmantellar una banda d'astuts atracadors de bancs: en efecte, en el moment dels seus atracaments, tots porten una màscara i no una qualsevol: la de l'inspector Clouseau.

## Repartiment
- Alan Arkin: Inspector Jacques Clouseau
- Frank Finlay: Supt. Weaver
- Delia Boccardo: Tinent Lisa Morrel
- Patrick Cargill: Comissionat Sir Charles Braithwaite
- Beryl Reid: Mrs. Weaver
- Barry Foster: Addison Steele
- Clive Francis: Clyde Hargreaves
- John Bindon: Bull Parker
- Michael Ripper: Frey
- Tutte Lemkow: Frenchie LeBec
- Anthony Ainley: Bomber LeBec
- Wallas Eaton: Hoeffler
- David Bauer: policia Geffrion
- Richard Pearson: Shockley
- George Pravda: Wulf